# Vojtěch Jírovec

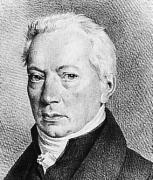
Vojtech Jirovec

Vojtech Matyás Jírovec (también conocido como Adalbert Gyrowetz, 20 de febrero de 1763 - 19 de marzo de 1850) fue un compositor y director de orquesta checo.
Nació en Ceské Budejovice (alemán: Budweis). Recibió sus primeras lecciones musicales de su padre, que era organista. Estudió filosofía y derecho en Praga, pero se dedicó completamente a la música. Trabajó en muchos centros de la vida musical y también como director en varias casas nobles. Entre 1804 y 1831, trabajó como compositor y director de orquesta en el Teatro de la Corte de Viena. Murió en Viena.
Como compositor, estuvo influenciado especialmente por Joseph Haydn. Entre sus obras tiene alrededor de 60 sinfonías; también escribió conciertos, serenatas, suites, óperas y canciones. Su música de cámara es muy rica, en especial sus cuartetos de cuerda. Una fuente de información muy importante es su propia autobiografía (1848), publicada en 1915 por Alfred Einstein. 